# Пусті Меленки
Пусті Меленки — село у складі міського поселення Клин Клинського району Московської області Російської Федерації.

## Розташування
Село Пусті Меленки входить до складу міського поселення Клин, воно розташоване на березі річки Сестра, на схід від міста Клин. Найближчі населені пункти, Залесє, Голенищево.

## Населення
Станом на 2010 рік у селі проживало 2 особи